# 查爾斯敦鎮區 (明尼蘇達州雷德伍德縣)
查爾斯敦鎮區（英語：Charlestown Township）是位於美國明尼蘇達州雷德伍德縣的一個行政鎮區。

## 歷史
查爾斯敦鎮區於1872年成立，得名自早期定居者查爾斯·波特（Charles Porter）。

## 地方資料
查爾斯敦鎮區的面積為87.69平方千米，當中陸地面積為87.14平方千米，而水域面積為0.55平方千米。根據2020年美國人口普查的數據，當地共有人口178人，而人口密度為每平方千米2.03人。